# Antoine Ignace Melling
Anton Ignaz (en français Antoine Ignace) Melling, né le 26 avril 1763 à Karlsruhe (Margraviat de Bade-Durlach), mort le 25 août 1831, est un architecte, peintre, graveur, dessinateur topographique et voyageur français appartenant à une famille originaire de Saint-Avold en Lorraine.

## Biographie

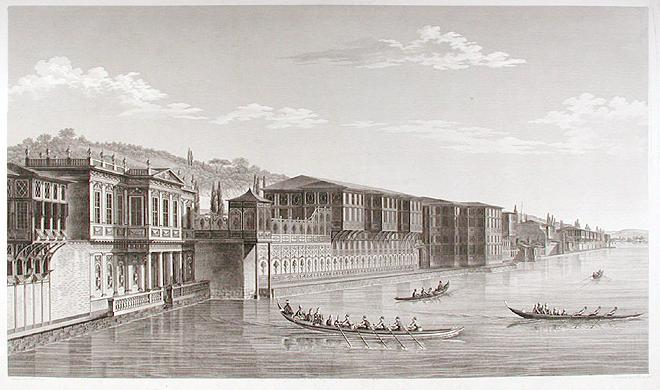
Palais de la sultane Hatice

Son père était sculpteur à Karlsruhe, dans le Bade-Wurtemberg, où il travaillait à la cour de Charles Ier de Bade. À sa mort, Anton Ignaz va vivre auprès de son oncle, Joseph Melling, peintre à Strasbourg, en Alsace. Il fait des études d'architecture et de mathématiques à l'université de Klagenfurt, où se trouve déjà son frère aîné. À l'âge de 19 ans, en 1782, il se rend en Italie, en Égypte, et enfin à Constantinople (Istanbul), en 1784, en tant que membre de la suite de l'ambassadeur de Russie. Il dessine pour divers dignitaires. Il est présenté à la princesse Hatice, sœur et confidente du sultan ottoman Selim III.
Sur proposition de la sultane Hatice, il devient en 1795 architecte impérial de Selim III. Elle le charge de dessiner un labyrinthe pour son palais d'Ortaköy, dans le style du jardin de l'ambassadeur danois, le baron Hübsch. Ravie du résultat, elle lui confie la décoration intérieure du palais, puis un nouveau palais néoclassique à Defterdarburnu. Melling dessine aussi pour elle des vêtements et des bijoux.
Au cours des dix-huit ans qu'il passe comme architecte impérial, Melling occupe une position privilégiée pour observer la cour, étant plus familier avec le palais ottoman que n'importe quel artiste occidental depuis Gentile Bellini. Il réalise de nombreux dessins des palais du sultan, de la société ottomane, d'Istanbul, et des vedute de la ville et ses environs : il est connu comme le peintre sans rival du Bosphore. Un voyageur anonyme écrit en 1817 : « Parfois ces tableaux contiennent un nombre excessif de détails, dans une tentative de refléter la réalité, mais ils dépeignent les bâtiments modernes et les paysages de la ville, dont chaque vue est plaisante, d'une manière plus réussie que dans les descriptions écrites les plus sensibles. », et d'une façon beaucoup plus réaliste que le travail de Matthäus Merian (1593-1650). La gravure de Merian montrant un panorama d'Istanbul, publiée en 1653 et abondamment reproduite, qui prétend représenter une vue d'Istanbul depuis les hauteurs de Galata et de Beyoglu, montre la ville comme uniquement constituée de minarets.
il aimait beaucoup la mer

## Paris
Antoine Ignace Melling retourne à Paris en 1803, après un passage par Gênes, et publie un prospectus pour son Voyage pittoresque de Constantinople et des rives du Bosphore. Impressionné par ce travail sur Constantinople, Talleyrand le recommande à l'impératrice Joséphine, épouse de Napoléon Ier, qui l'appointe comme paysagiste. En 1809, il crée un atelier de gravure destiné à reproduire ses dessins. Des séries de Facsimilés sont vendus par souscription entre 1809 et 1819. Gravées par entre autres Schroeder, Duplessis-Bertaux, Pigeot, Desaulx, plus tard coloriées à la main par des professionnels, ces estampes représentent entre autres :
- Cérémonie d'une noce turque.
- Fontaine de Sari-Yéri, près Buyuk-Déré.
- Intérieur d'une partie du Harem du Grand-Seigneur.
- Kiâhd-Hané, lieu de plaisance du Grand-Seigneur.
- Prairie de Buyck-Déré, sur la rive européenne du Bosphore, à quatre lieues de Constantinople.
- Vue de l'un des Bend, dans la forêt de Belgrade.
- Vue d'Aïnali-Kavak près de l'Arsenal, dans l'intérieur du port de Constantinople.
- Vue d'une partie de la ville de Constantinople, avec la pointe du Sérail, prise du faubourg de Péra, résidence des ministres étrangers.
- Vue de Hounkiar-Iskelesi, échelle du Grand-Seigneur.
- Vue de Kara-Aghatch, au fond du port.
- Vue de l'embouchure de la mer Noire.
- Vue de l'Isle de Ténédos, dans l'Archipel.
- Vue de la grande arcade de l'aqueduc de Baktché-Kieuï, et du vallon de Buyuk-Déré.
- Vue de la partie orientale de Buyuk-Déré, sur la rive européenne du Bosphore.
- Vue de la première cour de Sérail.
- Vue de la seconde cour intérieure du Sérail.
- Vue de la ville de Scutari, prise à Péra.
- Vue du Champ des Morts, près de Péra.
- Vue du château des Sept-Tours, et de la ville de Constantinople, telle qu'elle se présente du côté de la mer de Marmara.
- Vue du grand Bend, dans la forêt de Belgrade.
- Vue du village Tarapia, sur la rive européenne du Bosphore.
- Vue générale de Constantinople, prise du chemin de Buyuk-Déré.

## Voyages

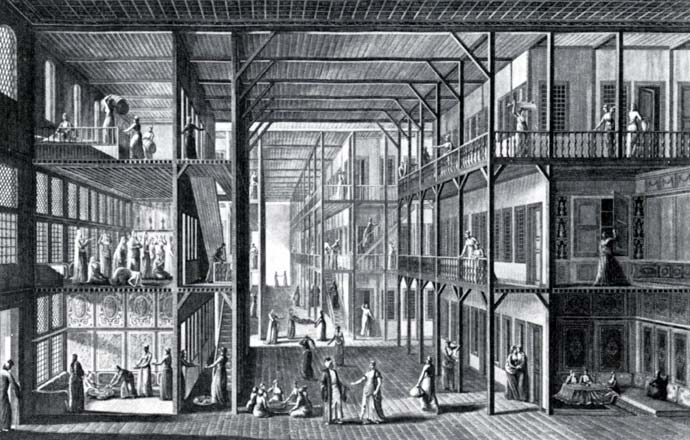
Vue d'une partie du harem, gravure de Duplessi-Berteaux d'après un dessin de Melling (1811)

En 1812, le voyage de Melling en Hollande, alors sous administration française, est documenté par non seulement un grand nombre de dessins, mais aussi par les lettres qu'il envoie à sa famille à Paris. Les joies et les désagréments de ce voyage, qui le mène jusqu'aux villes hanséatiques, sont rapportés dans un style vivant, comme les divers aspects de la vie hollandaise, les monuments et les habitants des grandes villes, Rotterdam et Amsterdam, et l'appel invincible de villages tels que Broek à Waterland, et l'atmosphère dominicale paisible de Zwolle. Ces lettres illustrées et annotées, précédées d'une introduction, un journal de voyage envisagé comme Voyage pittoresque, ne furent jamais publiées de son vivant.
En 1815, il voyage avec sa fille Adèle, dessinant les chefs-lieux des départements français. En 1817, il visite l'Angleterre.
Après 1821, il est envoyé par le gouvernement français dans les Pyrénées, afin de démontrer que leurs beautés naturelles peuvent rivaliser avec celles des Alpes. Il en résulte 72 aquatintes, basées sur les aquarelles originales sépia, qui sont publiées, avec un texte de son ami Joseph Antoine Cervini, sous le titre Voyages pittoresques dans les Pyrénées françaises et les Départements adjacents, Treuttel et Wurtz, Paris, 1826-1830. Parmi les aquatintes colorées à la main, on peut citer : 
- Port de Vénasque
- Le Pont d'Espagne
- Le Lac de Gaube
- Vue prise de l'Hôtel Gassion à Pau

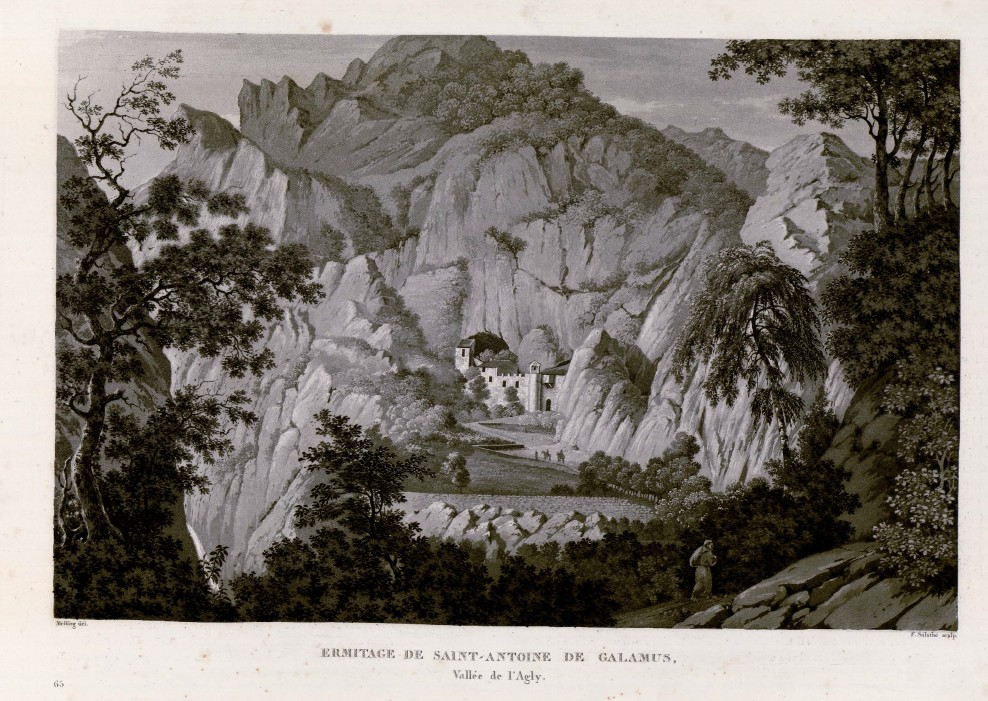
L'ermitage Saint-Antoine de Galamus vu par Melling

- Le Perthus et le Fort de Bellegarde
- Le Lac de Séculejo et ses Cascades
- Grotte du Mas-d'Azil
- Site de la Vallée d'Aure
- Ermitage Saint-Antoine de Galamus
- Fontestorbes

## Postérité
Après un article de Richard Melling, le premier travail faisant redécouvrir Melling est dû à Jacques Perot (1987), bientôt rejoint dans ses recherches par Cornelis Boschma, puis Frédéric Hitzel. En 1999, à l'occasion du 700e anniversaire de la fondation de l'État ottoman, la correspondance entre Antoine Ignace Melling et la sultane Hatice, entre 1763 et 1801, a été publiée dans un article de Frédéric Hitzel, lors du congrès international sur l'enseignement et l'éducation dans le monde ottoman. Le congrès était organisé par l'IRCICA, en coopération avec la Société d'Histoire turque, la Société turque pour l'Histoire de la Science, avec le soutien du ministre des Affaires étrangères de la République de Turquie.
Le Voyage pittoresque de Constantinople et des rives du Bosphore a fait l'objet d'une réédition en fac-similé, d'après une édition originale de Ahmet Ertug, imprimé et relié en Suisse.
L'écrivain turc Orhan Pamuk mentionne le travail de Melling dans son livre sur Istanbul.